# 직권상정
직권상정(職權上程)은 국회의장이 직권으로 안건을 본회의에 상정해 처리하는 것을 의미한다. 
국회법 85조에 의거하여 국회의장이 직권을 이용하여 본회의에 안건을 직접 상정하여 처리하는 것을 의미한다.

## 직권상정의 요건
국회 선진화법이 시행되기 이전인 18대 국회에는 직권상정으로 처리된 안건이 99건으로 법안날치기 등의 문제가 대두되면서 2012년 국회선진화법으로 직권상정의 요건이 제한되었다. 선진화법 이전의 직권상정 권한은 위원회가 이유 없이 기간 내에 안건 심사를 마치지 않으면 의장은 중간보고를 들은 후 다른 위원회에 회부하거나 바로 본회의에 부의할 수 있는 정도에 그쳤다.
하지만 선진화법 이후에는 천재지변의 경우, 전시·사변 또는 이에 준하는 국가비상사태인 경우, 의장이 각 교섭단체대표의원과 합의하는 경우 등 세 가지에 해당하는 경우에만 직권상정을 할 수 있도록 제한하였다.
2016년 3월 2일 국회 본회의를 통과하고 3월 3일에 공포된 테러방지법이 대표적으로 직권상정으로 처리된 안건 중 하나이다.